# Россия (газета)
«Росси́я» — ежедневная газета либерального направления, выходившая в Петербурге в 1899—1902 годах. С изданием сотрудничали писатель Александр Амфитеатров, журналист Влас Дорошевич, репортёр Владимир Гиляровский, театральный критик Юрий Беляев, профессор П. И. Ковалевский. Издатель — Матвей Осипович Альберт.
Газета была закрыта после публикации фельетона «Господа Обмановы», написанного Амфитеатровым, в котором усмотрели сатиру на царствующую семью.

## Создание и финансирование

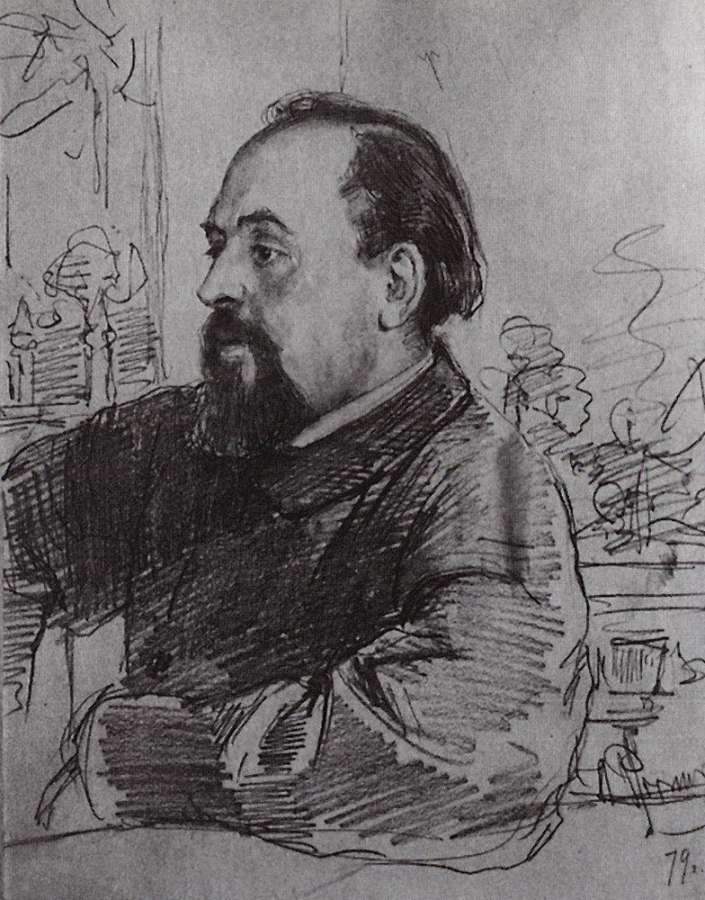
Савва Мамонтов. Портрет работы Ильи Репина. 1879

У истоков «России» стояли бывшие сотрудники «Нового времени», мечтавшие создать газету «европейского типа», способную конкурировать с их прежним изданием. Деньги на новый печатный орган — около 180 тысяч рублей — были собраны российским купечеством; большие суммы вложили Савва Мамонтов и его зять Матвей Альберт, возглавлявший Общество Невского судостроительного завода.
По словам исследователей, Мамонтов, инициировавший сбор средств на «Россию», мечтал, чтобы газета стала «рупором уже новых людей, которые поднимаются в купеческой среде». Денег для этого не жалели: так, в 1902 году на зарплату сотрудникам редакции и гонорар авторам основатели издания потратили более 193 тысяч рублей.
Формальным редактором издания считался Георгий Сазонов, однако выпуском каждого номера, подбором тем для публикаций, работой с авторами занимался Александр Амфитеатров. В штатном расписании он значился заведующим литературным и политическим отделом; официально возглавить редакцию ему мешали сложные отношения с министром внутренних дел России Иваном Горемыкиным.

## Тематическая направленность
В первом номере газеты, вышедшем в свет 29 апреля 1899 года, редакция обозначила программу издания. Её основные положения были связаны «с самобытным развитием России, веротерпимостью, уважением к чужим языкам, реформой продовольственного дела, свободой печатного слова». Авторы обещали сделать всё возможное для того, чтобы стать «хотя маленьким, но ясным и чистым, без пристрастия и кривизны, зеркалом текущей жизни нашего Отечества». Сам выпуск был приурочен к десятой годовщине со дня смерти Салтыкова-Щедрина; половину газетной полосы занимал портрет писателя; далее шли весьма рискованные цитаты из его произведений.
Публикуемые в «России» острые фельетоны Дорошевича, репортажи Гиляровского, сатирические сказки Амфитеатрова привлекли к изданию внимание широких слоёв населения. В 1900 году газета имела уже 40 000 подписчиков; в число её постоянных читателей входили Максим Горький, Антон Чехов, Роза Люксембург, Михаил Нестеров.
В докладе, подготовленном цензорами Главного управления по делам печати и адресованном министру внутренних дел, отмечались причины, способствовавшие росту популярности «России»:
Газета представляет собой новый для России тип повременного издания, который весь свой успех основывает на бойких и сенсационных фельетонах, авторами коих были наиболее популярные в этом роде газетные сотрудники Амфитеатров и Дорошевич. Публика обыкновенно с нетерпением ждала этих фельетонов, и номера «России», в которых они появлялись, раскупались нарасхват.
Впоследствии критик Александр Кугель вспоминал, что «Россия» была «бойчее и развязнее», чем «Новое время», оставаясь при этом «газетой либеральной».

## Резонансные публикации
Многие материалы, опубликованные в газете, вызвали общественный резонанс. Так, по воспоминаниям Владимира Гиляровского, после встречи с Верой Александровной Нащокиной, одиноко проживавшей во Всехсвятском, он подготовил материал, начинавшийся словами: «Я сейчас имел счастие целовать ту руку, которую целовал Пушкин». Рассказ о даме очень преклонных лет, обитающей в ветхом флигеле, произвёл большое впечатление на членов Пушкинской комиссии: они встретились с Нащокиной и назначили ей пенсию.
Столь же живой отклик вызвала статья Гиляровского о чайной компании, которая использовала на расфасовке бесплатный труд людей, вывезенных из Заволжья; среди прибывших были целые семьи, заражённые тифом. Материал стал сенсацией; его перепечатали многие губернские издания. Представители чайной фирмы угрожали автору и Амфитеатрову; просьбу «напечатать опровержение» они сопровождали попытками дать взятку. В итоге расфасовщики, получив зарплату, смогли вернуться на родину.
В современном учебнике для факультетов журналистики воспроизводится пример расследования, проведённого Власом Дорошевичем по «делу Скитских». История убийства секретаря Полтавской консистории Комарова стала в конце XIX века предметом широкого общественного обсуждения. Предполагаемые убийцы — Степан и Пётр Скитских — были отправлены на каторгу. Приехав в Полтаву, Дорошевич провёл собственное расследование, нашёл новых свидетелей, досконально изучил место преступления. В судебном очерке, опубликованном в «России», журналист представил только факты. Они заставили следствие вернуться к «делу Скитских»; в результате братья были оправданы. Позже Амфитеатров так оценивал работу коллеги:
В русской печати за последние 25 лет я не знаю более добросовестного и щегольского образца уголовного репортажа. Этически статья о Скитских явилась настоящим гражданским подвигом, а технически — совершенством газетной работы.
В 1901 году А. А. Родных впервые опубликовал на страницах «России» сфальсифицированное сообщение из рукописи А. И. Сулакадзева о полёте Крякутного на воздушном шаре в Рязани в 1731 году.

## Закрытие газеты

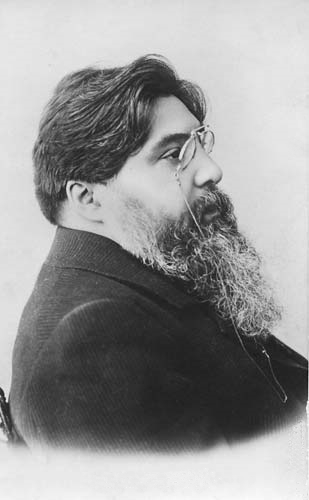
Александр Амфитеатров

Газета, «яркой звездой блеснувшая на русском журнальном небосклоне», была закрыта после публикации фельетона «Господа Обмановы», написанного Александром Амфитеатровым. Власти увидели в названии и в тексте «дерзкую сатиру» на Николая II и его семью.
По воспоминаниям Амфитеатрова, номер с «Господами Обмановыми» моментально стал раритетом. Когда тираж «России» с фельетоном поступил из Петербурга в Москву, некий киоскёр скупил все номера; дождавшись покупательского ажиотажа, он начал продавать их втридорога и за сутки обогатился на 10 тысяч рублей.
Газета с «Господами Обмановыми» вышла 13 января 1902 года. На следующий день Амфитеатров был арестован и отправлен в Минусинск. Редакции удалось выпустить ещё один номер «России»; затем «последовало обычное постановление четырёх министров об её окончательном закрытии».